# Edmund Bartlett

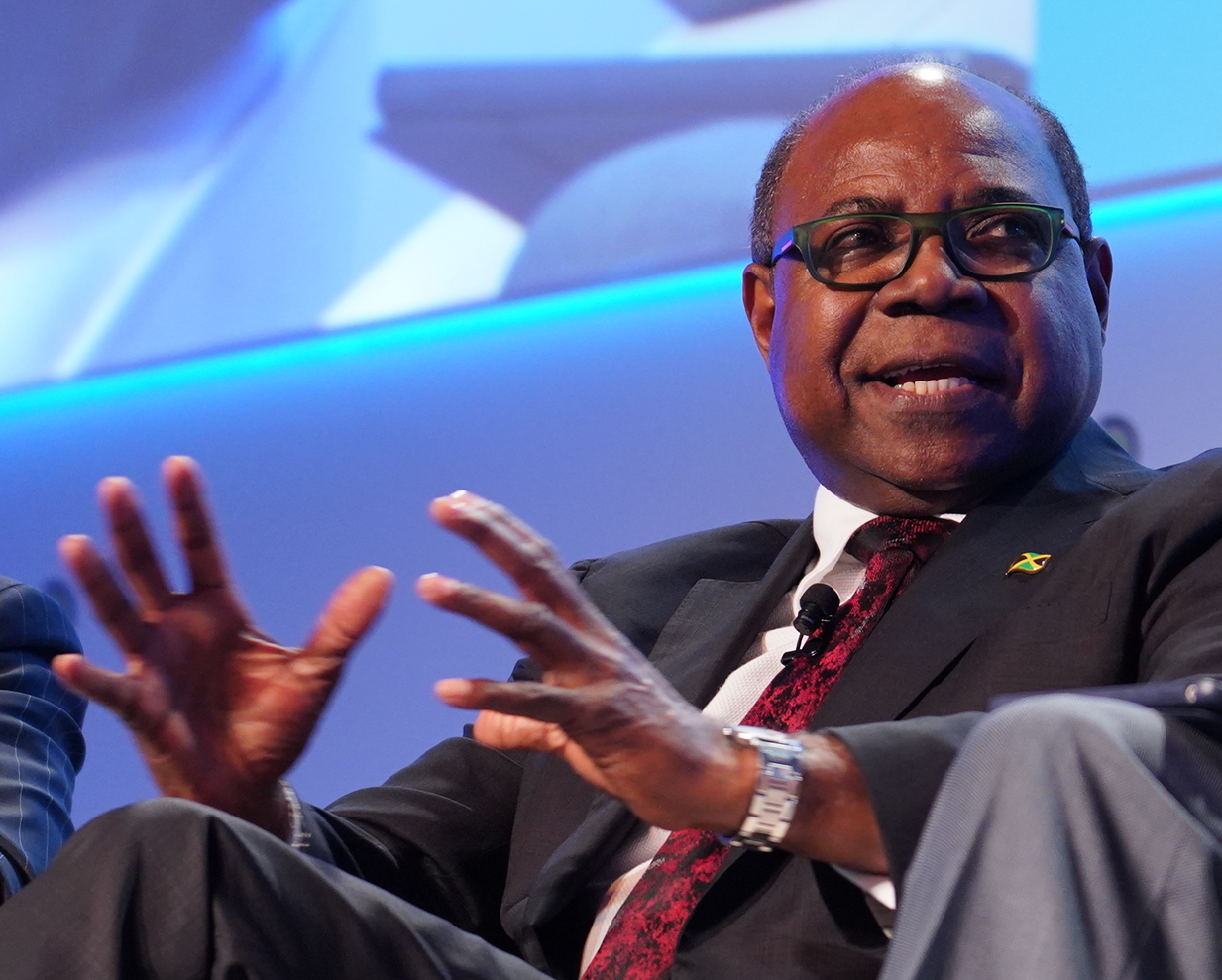
Bartlett im April 2018

Edmund Curtis Bartlett (* 3. Dezember 1950 in Westmoreland) ist ein jamaikanischer Politiker der Jamaica Labour Party (JLP). Er war von 2007 bis Januar 2012 Tourismusminister (Minister of Tourism) Jamaikas.

## Leben
Edmund Bartlett wurde am 3. Dezember 1950 in Westmoreland als Sohn von Alexander Rudolf Bartlett und Olivia Lawson-Bartlett geboren. Er besuchte die St. Elizabeth Technical High School und studierte an der University of the West Indies. Beruflich war er unter anderem als Senior Accountant der Revere Alumina Jamaica Ltd. tätig, er war Vizepräsident der World Conference on Cultural Policies und Vizevorsitzender des U.N.-International-Youth-Year-Beraterkomitees. Zuletzt arbeitete er als Marketing Sales Manager der Texaco Caribbean Inc. Er ist Gründer der Jamaica Foundation for Children. Bartlett ist verheiratet und Vater zweier Kinder.

## Politik
Bartlett wurde 1989 als Kandidat der JLP im Wahlkreis St. Andrew Eastern ins Repräsentantenhaus gewählt. Er war zeitweise auch ernannter Senator. Während der JLP-Regierung unter Premierminister Edward Seaga ist Bartlett Ende der 1980er Minister für Jugend und Community Development und Staatsminister (Minister of State for Information, Broadcasting and Culture) gewesen. Seit der Parlamentswahl im Jahr 2002 vertritt er den Wahlkreis St. James East Central im Repräsentantenhaus, den er auch 2007 für die JLP gewinnen konnte. Bei der Wahl am 29. Dezember 2011 konnte er sein Mandat erneut verteidigen, die endgültige Entscheidung in seinem Wahlkreis fiel erst in einer Nachzählung der Stimmen am 9. Januar 2012.
Bartlett, der vor 2007 schon als Oppositionssprecher für Tourismuspolitik tätig war, wurde nach dem Wahlsieg der JLP am 3. September 2007 als Tourismusminister berufen und am 14. September 2007 vereidigt. Er blieb Minister bis zum 6. Januar 2012. Seit dem 19. Januar 2012 fungiert er als Oppositionssprecher für Tourismuspolitik.